# Конюхово (Северо-Казахстанская область)
Конюхово (каз. Конюхово) — село в районе Магжана Жумабаева Северо-Казахстанской области Казахстана. Административный центр Конюховского сельского округа. Находится на восточном берегу озера Конюховское, примерно в 26 км к северо-северо-востоку (NNE) от города Булаево, административного центра района, на высоте 130 метров над уровнем моря. Код КАТО — 593647100.
В 1944—1952 годах Конюхово было центром Конюховского района.

## Этимология
Свое название станица Конюхово получила от проживающего на берегу озера рыбака — торговца по фамилии Конюх. Название озера (Конюховского) имеет то же происхождение.

## Физико-географическая характеристика
Село Конюхово расположено на восточном возвышенном берегу озера Конюховского. В прошлом озеро тянулось от села Воскресенка до села Камышлово (около 20 км.), ширина составляла около 1,5 — 2 км, глубина — до 2 метров. Во время весеннего таяния снегов озеро выходило из берегов, заливая большую территорию. Около села Конюхово есть открытые участки воды — плесы, площадью до 3 — 5 га. Берега озера заросли осокой, на середине растет камыш. Дно илистое. За счет отложения ила и дальнейшего прорастания травы образовались зыбуны (лабзы). До строительства водопровода озеро было основным источником водоснабжения населения.
Климат резко-континентальный, со значительными колебаниями температуры (зима-лето).
Весной преобладает ясная и сухая погода, с большим количеством солнечных дней, однако возможны возвраты холодов и заморозков.
Лето достаточно тёплое, средняя температура июля — около +20°С, но в отдельные дни возможна сильная жара до +35—40°С, это связано с выносом тёплых воздушных масс из Ирана и Средней Азии. Летом преобладает ясная, часто засушливая погода, в отдельные годы дожди могут быть с разной частотой, от редких и вплоть до перехода в пасмурное и дождливое лето. В августе-сентябре начинается сезон дождей.
Осенью наблюдается погода от ясной в начале сезона, до пасмурной в октябре-ноябре, для данной местности характерен осенний период в течение одной-двух недель с тёплой и сухой погодой и ясным небом, посреди пасмурной и холодной осени, называемое в народе «Бабье лето».
Зима морозная, сопровождается устойчивым снежным покровом высотой в среднем до 40—50 см, с преобладанием преимущественно облачной погоды, в отдельные годы с нечастыми метелями и вьюгами. Солнечных дней немного, в среднем 3-5 за месяц. Средняя температура января составляет —17°С. Зимой возможны как и сильные морозы до —35—40°С, которые могут длиться от нескольких дней до недели и более, так и оттепели до +1—3°С. Осадки выпадают в виде снега, дождь является редким явлением.
- Среднегодовая температура воздуха — +2,2 °C.
- Относительная влажность воздуха — 73,8 %.
- Средняя скорость ветра — 3,9 м/с.
- Среднегодовое количество осадков — 391 мм.

## История
Село Конюхово основано в начале XIX века переселенцами из Тверской губернии. С 1846 года причислено к казачьему сословию. Станица Конюхово, как и другие казачьи станицы, принадлежала к линии укреплений, получивших в народе название Горькой линии.
Основным населением Конюхова являлось на протяжении длительного времени Сибирское казачество, главным образом занимавшееся хлебопашеством и животноводством.
В 1872 году на пожертвования казачьего общества в станице была открыта школа, игравшая роль станичного училища. В административном и хозяйственном отношениях училище подчинялось Войсковому хозяйственному управлению Сибирского казачьего войска. В 1950 году школа преобразуется в семинарию, в 1959 году — в восьмилетнюю, а в 1964 году — в среднюю.
В эпоху трех Русских революций, большинство казачества станицы Конюхово выступило на защиту царского режима. Однако казаки — бедняки выступили на стороне революции. Из этой группы казачества, под влиянием политических ссыльных, после революции 1905 года образовался марксистский кружок, из которого, впоследствии, вышел ряд известных революционных деятелей.
В 1944 году село получает статус центра вновь образованного Конюховского района, однако в 1952 году центр перенесён в село Кара-Куга.
В шестидесятые годы в селе работает Конюховская вечерняя средняя школа сельской молодежи. В 1967 году введено в эксплуатацию типовое трехэтажное здание школы, которое находится в центре села.

## Население
В 1999 году численность населения села составляла 812 человек (399 мужчин и 413 женщин). По данным переписи 2009 года, в селе проживало 468 человек (223 мужчины и 245 женщин).

## Образование
Сфера образования представлена основной школой в селе Конюхово. В Конюховской основной школе обучается 33 учащихся, из них 8 учащихся из села Куломзино, мини-центр с полным днем пребывания посещают 16 детей. На территории школы расположен хоккейный корт, стадион, детская игровая площадка. Организован ежедневный подвоз учащихся с 5 по 9 классы из села Куломзино в Конюховскую основную школу.

## Экономика
По селу Конюхово работает разводящая водопроводная сеть, в 79 дворах произведено подключение воды в дом. В селе функционирует сотовая связь Билайн, имеются отделение почтовой связи, библиотека, организовано автобусное сообщение Конюхово-Булаево-Петропавловск. Организован круглогодичный закуп молока.